# Сеппяля, Ханна-Мария
Ханна-Мария Сеппяля (фин. Hanna-Maria Seppälä; род. 13 декабря 1984, Керава, Финляндия) — финская пловчиха, единственная женщина от Финляндии, выигравшая в 2003 году золото на стометровке на чемпионате мира по водным видам спорта в Барселоне. Четырежды представляла Финляндию на олимпиадах, а на летней олимпиаде в Пекине заняла четвёртое место.

## Биография
Родилась 13 декабря 1984 года в Керава, в Финляндии.
В 2003 году на чемпионате мира по водным видам спорта в Барселоне стала первой спортсменкой Финляндии, выигравшей золотую медаль мирового чемпионата по плаванию.
В 2012 году избрана знаменосцем финской команды на торжественном открытии летних олимпийских игр в Лондоне и стала первой женщиной-знаменосцем от Финляндии в истории летних олимпиад.